# Trentepohlia (Promongoma) mirabilis
Trentepohlia (Promongoma) mirabilis is een tweevleugelige uit de familie steltmuggen (Limoniidae). De soort komt voor in het Neotropisch gebied.